# Evangelische Koreanische Kirche (Wien)

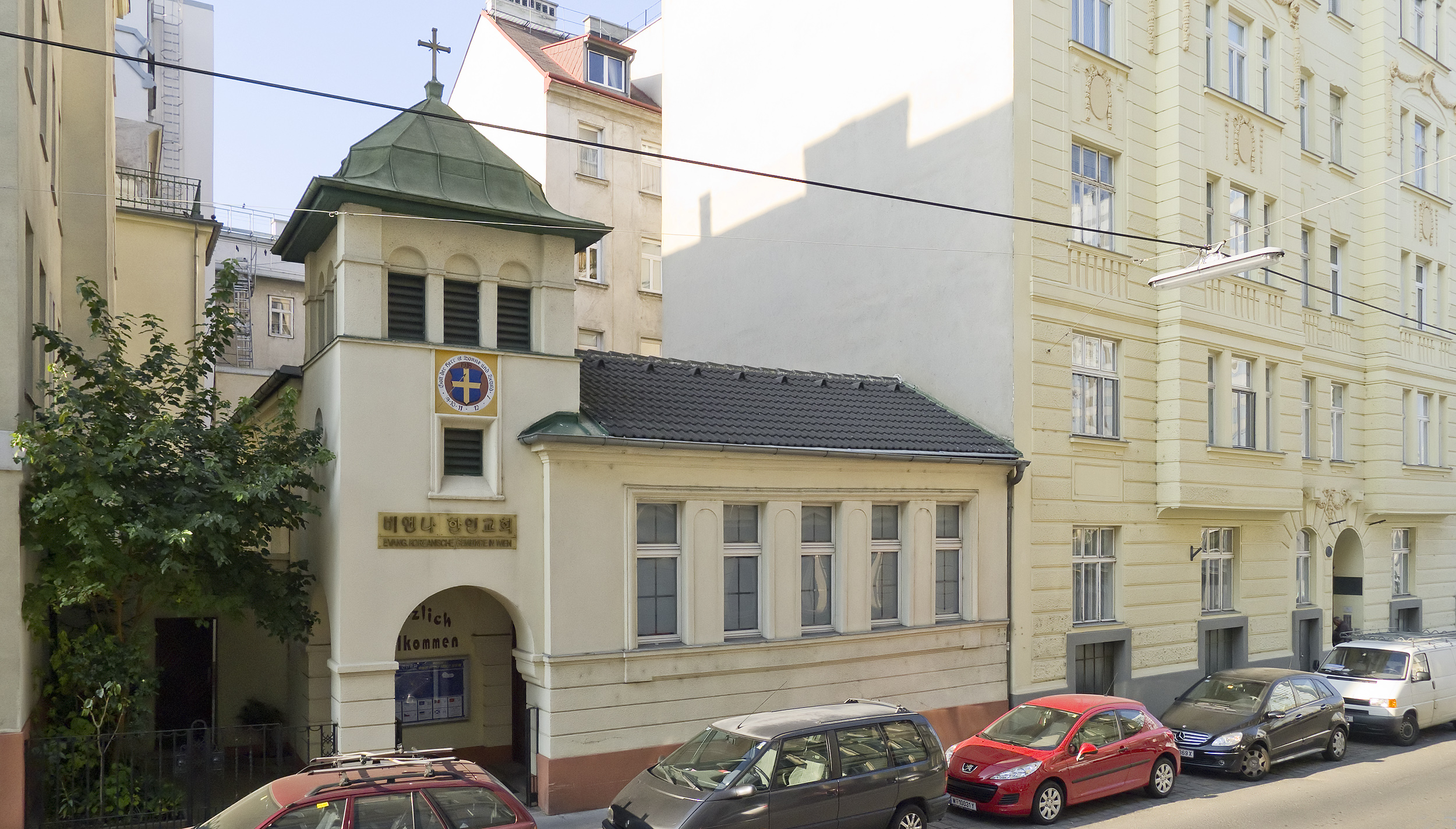
Die Paul-Gerhardt-Kirche in der Stanislausgasse

Die Evangelische Paul-Gerhardt-Kirche ist eine evangelisch-koreanische Kirche im 3. Wiener Gemeindebezirk Landstraße an der Ecke Schützengasse / Stanislausgasse.
Die Kirche wurde im Jahre 1948 von der Evangelischen Pfarrgemeinde A.B. Wien-Landstraße nach den Plänen des Architekten Rudolf Eisler erbaut und nach dem Theologen und Kirchenlieddichter Paul Gerhardt benannt. Nach der Errichtung der Evangelischen Pauluskirche am Sebastianplatz wurde 1974 die Nutzung der Paul-Gerhardt-Kirche aufgegeben. Das Altarbild Christus und der große Fischzug aus dem Jahr 1944 vom Maler Wilhelm Kaufmann aus Salzburg, dem Bruder von Pfarrer Kaufmann, wurde restauriert und 1993 an die Rückwand der neuen Evangelischen Pauluskirche übertragen.
Im Jahre 1987 wurde die Paul-Gerhardt-Kirche der presbyterianisch-koreanischen Kirchengemeinde zur Nutzung überlassen. Die Kirche wurde vom neuen Nutzer renoviert und im Jahre 1992 mit dem alten Pfarrhaus käuflich erworben.